# Le Grand Dôme
Pour les articles homonymes, voir Grand Dôme.
Résidence
FFJDA
Le Grand Dôme est une salle polyvalente de sports, de spectacles et de salons professionnels appartenant à la Fédération française de judo et disciplines associées et ouverte à la location, située rue du Grand Dôme, sur le plateau de Courtabœuf, à Villebon-sur-Yvette (Essonne). Intégré au parc d'activités de Courtabœuf, pôle économique incontournable d'Île-de-France, il est bordé au nord-ouest par l'autoroute A10.

## Présentation
Le Grand Dôme est un carré de quatre-vingt-dix mètres de côté, surmonté d'un dôme de 6 600 mètres carrés, supporté par une armature en arche culminant à plus de vingt mètres. Le bâtiment est divisé en quatre espaces : la salle principale pouvant accueillir de 2 500 à 6 400 personnes assises dans différentes configurations ; l'aile Nord qui intègre six vestiaires de plus de trente-cinq mètres carrés ; l'aile Ouest est un espace de stockage de deux cents mètres carrés complété d'une aire de déchargement accessible aux semi-remorques ; l'aile Sud accueille deux vestiaires supplémentaires, quatre loges d'artistes, une salle de presse de deux cents mètres carrés et l'aile Est concentre le hall d'entrée principale des spectateurs et les espaces techniques. Équipé de quatre blocs de tribunes dont deux mobiles de 1 100 places chacun, ceinturé d'un couloir à mi-hauteur de 228 mètres de long, les quatre angles accueillent des balcons de quarante-cinq mètres carrés.
Plus grande salle du sud-ouest francilien, troisième salle couverte d'Ile-de-France pouvant accueillir des manifestations sportives, sonorisée et éclairée, elle fait office de salle de concert, de spectacles, de hall d'exposition et de salons professionnels et bien sur de sport. Pour ces diverses utilisations, la salle, grâce à une aire de jeu sur parquet  de quarante-quatre mètres de côté, peut être aménagée avec une scène classique contre une aile avec une fosse centrale ou en scène "américaine" au centre, mais aussi en terrain de handball ou encore en surface de sports de combat ou même en arène pour le cirque.
Pensé pour accueillir un grand nombre de spectateurs, intégré à l'environnement préservé de la Vallée de Chevreuse, Le Grand Dôme est ceinturé d'un parking paysagé et clos de 25 000 m² de 700 places de voitures.

## Historique
La construction du Grand Dôme est mise en œuvre par le département de l'Essonne alors qu'il était candidat pour accueillir les compétitions de ballon d'intérieur (basket-ball, volley-ball, handball...) des deuxièmes Jeux de la Francophonie de 1994. Le potentiel de cette salle décida le département à élargir sa polyvalence et la commune de Villebon-sur-Yvette à proposer le développement d'une nouvelle tranche du parc d'activités de Courtabœuf. Le nom de Le Grand Dôme - Villebon - Paris Sud a été déposé à l'Institut national de la propriété industrielle.
À partir de 2015, la municipalité de Villebon-sur-Yvette a cherché à revendre Le Grand Dôme. Parmi les acheteurs potentiels se trouvait la Fédération française de judo et disciplines associées (FFJDA),,,.
Le 2 février 2018, la FFJDA devient propriétaire du Grand Dôme. L’acte de vente a été signé par Jean-Luc Rougé, Président de la Fédération, et Dominique Fontenaille, Maire de Villebon-sur-Yvette, en présence de François Durovray, Président du conseil départemental de l’Essonne.
Le but est de se doter d’ici 2021 d’un équipement sportif structurant en Ile-de-France sur le site du Grand-Dôme pouvant répondre aux besoins de la FFJDA mais pas seulement.
Le projet d’extension comprend la construction d’un gymnase, de salles annexes pour créer un complexe de sport en entreprise, sport santé et d’un centre de formation.
Ce pôle d’activités sportives en partenariat avec des fédérations délégataires partenaires proposera des activités de loisir, de remise en forme mais aussi de compétitions à un large public d’enfants, d’adultes, de seniors résidant à proximité ou travaillant dans les environs du parc de Courtabœuf.

## Accès
- En voiture au départ de Paris :

1. de la Porte de Saint-Cloud par la N 10 puis par la N 118, direction Orléans/Chartres, sortie Les Ulis-Courtabœuf puis par la D 118, direction Massy.
2. de la Porte d'Orléans par la N 20, bifurcation N 188, sortie Villebon-sur-Yvette.
3. de la Porte d'Orléans par l'Autoroute A 6A, ou de la Porte d'Italie par l'A 6B, bifurcation A 10 en direction de Bordeaux/Nantes, sortie Massy, Palaiseau, Villebon-sur-Yvette.

- En autobus :

1. Par le réseau de bus Paris-Saclay, l'arrêt « La Brûlerie » desservi par les lignes DM10A, DM10B, DM10S, DM11A, DM11B, DM11C et DM11D.

- Par la ligne B du RER : direction Saint-Rémy-lès-Chevreuse, station Palaiseau-Villebon.
- Par la ligne C du RER : correspondance à Massy-Palaiseau avec le RER B direction Saint-Rémy-lès-Chevreuse.
- De la Gare de Massy TGV : correspondance à Massy-Palaiseau avec le RER B direction Saint-Rémy-lès-Chevreuse.
- De l'Aéroport Paris-Orly : 15 min de voiture ou par Orlyval, correspondance à Antony avec le RER B direction Saint-Rémy-lès-Chevreuse.
- De l'Aéroport Paris-Charles-de-Gaulle : direct par le RER B  direction Saint-Rémy-lès-Chevreuse, durée du trajet environ 1 h 30 min.

## Manifestations

### Sport
Le sport reste la principale utilisation du Grand Dôme. Il a notamment accueilli :
- Ligue des champions de volley-ball féminin ;
- Championnats d'Europe d'athlétisme en salle ;
- Championnat de France de volley-ball féminin ;
- Championnat de France de judo ;
- Rencontres internationales de muay thaï ;
- Finale de la Coupe de France de handball masculin ;
- Moto-cross indoor ;
- Master France d'agility ;
- Football en salle ;
- Championnat du monde de twirling bâton 2012
- Match de handball Maassy Essonne Handball / PSG Handball - Lidl Starligue 2018
- Championnats de France de Karaté

### Concerts
- Gospel Festival de Paris 2006 ;
- Paris Country Festival 2006 et 2007 ;
- Les Effervessonnes ;
- Technival ;
- Yehudi Menuhin ;
- Jean-Louis Murat ;
- Les Wampas ;
- Opéra : Tosca de Giacomo Puccini produit et mis en scène par Samuel Sené ;
- Gaïa n°8 : soirée Transe (after de la Techno Parade du 19/09/1998)[6].

### Conventions
- Assises nationales de l'Association française contre les myopathies ;
- Convention de la Ligue du Sang ;
- Conventions Peugeot, Nokia, Bayer AG…
- Criterium inter-IEP (MonarCRIT 2011 - Sciences Po Paris)

### Autres spectacles
- Expométrique (rail-expo)

## Pour approfondir